# Dirkie Binneman
Dirk Jacobus "Dirkie" Binneman (8 de setembro de 1918 — 25 de junho de 1959) foi um ciclista sul-africano.
Representando a África do Sul, Dirkie competiu na prova individual e por equipes do ciclismo de estrada nos Jogos Olímpicos de Verão de 1948, disputadas na cidade de Londres, Reino Unido.